# جایزه گرد مولر
جایزه گرد مولر (به فرانسوی: Trophée Gerd Müller) که قبلاً به‌ عنوان بهترین مهاجم سال یا جایزه بهترین مهاجم شناخته می‌شد، یک جایزه فوتبال است که سالانه توسط فرانس فوتبال به بهترین بازیکن فوتبال در فصل قبل اهدا می‌شود.
این جایزه با در نظر گرفتن آن سال تقویمی در سال ۲۰۲۱ تأسیس شد (در حالی که از اصلاحیه دوم، این جایزه بر اساس تعداد گل‌های زده شده در طول یک فصل اعطا می‌شود).
از فصل ۲۲–۲۰۲۱، این جایزه به نام مهاجم آلمانی گرد مولر که در اوت ۲۰۲۱ درگذشت، تغییر نام داد.
برنده افتتاحیه، مهاجم لهستانی روبرت لواندوفسکی است. او اولین دوره را در سال ۲۰۲۱ با به ثمر رساندن ۶۹ گل در طول سال برد و سپس یک سال بعد تکرار کرد و در فصل ۲۲–۲۰۲۱ در ۵۶ بازی ۵۷ گل به ثمر رساند.

## برندگان

### مهاجم سال
| سال  | بازیکن           | ملیت   | باشگاه(ها)  | گل‌ها | باشگاه | ملی | بازی‌ها | منابع                   |
| ---- | ---------------- | ------ | ----------- | ---- | ------ | --- | ------ | ----------------------- |
| ۲۰۲۱ | روبرت لواندوفسکی | لهستان | بایرن مونیخ | ۶۹   | ۵۸     | ۱۱  | ۵۹     | [ ۲ ] [ ۳ ] [ ۴ ] [ ۵ ] |

### جایزه گرد مولر
| سال  | بازیکن           | ملیت     | باشگاه(ها)   | گل‌ها | باشگاه | ملی | بازی‌ها | منابع       |
| ---- | ---------------- | -------- | ------------ | ---- | ------ | --- | ------ | ----------- |
| ۲۰۲۲ | روبرت لواندوفسکی | لهستان   | بایرن مونیخ  | ۵۷   | ۵۰     | ۷   | ۵۶     | [ ۶ ] [ ۷ ] |
| ۲۰۲۳ | ارلینگ هالند     | نروژ     | منچستر سیتی  | ۵۶   | ۵۲     | ۴   | ۵۷     | [ ۸ ] [ ۹ ] |
| ۲۰۲۴ | هری کین          | انگلستان | بایرن مونیخ  | ۵۲   | ۴۴     | ۸   | ۵۴     | [ ۱۰ ]      |
| ۲۰۲۴ | کیلیان امباپه    | فرانسه   | پاری سن ژرمن | ۵۲   | ۴۴     | ۸   | ۵۷     | [ ۱۰ ]      |

#### برندگان بر اساس کشور
| کشور     | بازیکن‌ها | برنده‌ها |
| -------- | -------- | ------- |
| لهستان   | ۱        | ۲       |
| انگلستان | ۱        | ۱       |
| فرانسه   | ۱        | ۱       |
| نروژ     | ۱        | ۱       |

#### برندگان بر اساس باشگاه
| باشگاه      | بازیکن‌ها | برنده‌ها |
| ----------- | -------- | ------- |
| بایرن مونیخ | ۲        | ۳       |
| منچستر سیتی | ۱        | ۱       |
| رئال مادرید | ۱        | ۱       |